# Фальчевский, Альфред Иосифович
Альфред Иосифович Фальчевский (10 апреля 1930, Одесский округ, УССР — 28 мая 2011, Омск, Россия) — советский организатор и руководитель производства промышленности средств связи. Директор Омского телевизионного завода — генеральный директор Омского производственного объединения «Иртыш» в 1967—1996 годах. Заслуженный работник промышленности СССР (1991).

## Биография
Родился 10 апреля 1930 года на территории Одесского округа Украинской ССР (ныне — Одесской области Украины).
Вскоре после его рождения по доносу какого-то «доброжелателя» семья Фальчевских попала под раскулачивание, и родителей выслали на Урал, оставив Альфреда с бабушкой и дедушкой. Позднее, когда родители устроились, они забрали сына к себе.
После окончания средней школы поступил на механический факультет Уральского политехнического института в городе Свердловск, который окончил в 1954 году и получил направление в город Омск на завод № 513.
Трудовую деятельность на заводе начал в должности заместителя начальника цеха. В последующие годы занимал другие инженерные и руководящие должности.
В послевоенные годы наряду с гильзами и звеньями для авиапушек на предприятии, где работал А. И. Фальчевский, выпускались: медицинская аппаратура, гигиеническая мебель, запчасти к сельхозмашинам, другая продукция народнохозяйственного назначения. С 1959 года завод № 513 был переориентирован на выпуск радиотехнических изделий, осваивает и приступает к серийному выпуску телевизоров чёрно-белого изображения, коротковолновых автомобильных радиостанций Р102М2, Р102М3, средневолновых радиостанций Р101М, возбудителей 1- ОМ, 1-ОВ и ряда других радиостанций КВ и ДМВ диапазонов. Приказом Министерства радиопромышленности СССР от 24 марта 1966 года завод № 513 переименовывается в Омский телевизионный завод.
С апреля 1967 по ноябрь 1988 года — директор Омского телевизионного завода Министерства радиопромышленности (с 1974 года — Министерства промышленности средств связи) СССР.
Под его руководством заводом 15 июля 1970 года выпущен миллионный, а в сентябре 1982 года — трёхмиллионный телевизор чёрно-белого изображения. Подъём ощущался во всех сферах заводской жизни: создавались новые цеха, отделы, строились производственные корпуса, оборудованные по последнему слову техники, за сутки выпускалось по тысяче телевизоров. В 1976 году за успешное выполнение девятой пятилетки (1971—1975) и достижение высоких показателей в повышении эффективности производства и улучшении качества продукции коллектив Омского телевизионного завода награждён орденом «Знак Почёта». В 1977 году предприятием освоено производство телевизоров цветного изображения «Кварц». За весь период производства было изготовлено более 5 миллионов телевизоров.
Наряду с подъёмом производства улучшились и бытовые условия заводчан. На территории завода работало несколько современных столовых, оздоровительный центр, рядом с предприятием вырос новый микрорайон, насчитывающий более 3 тысяч благоустроенных квартир, детские сады с бассейнами, школа, общежитие, магазины, дом культуры, поликлиника, спортивный комплекс, пионерский лагерь — лучший среди предприятий города.
На средства Омского телевизионного завода была построена и в сентябре 1976 года введена в эксплуатацию средняя школа № 76 города Омска (ныне — БОУ г. Омска «Гимназия № 76»). За большой вклад в развитие учебно—материальной базы подшефных школ в 1978 году А. И. Фальчевскому было присвоено звание «Отличник народного просвещения».
С 1978 года завод выпускает автоматизированные телевизионные передатчики мощностью от 100 Вт до 5-50 кВт, которыми оборудовано более 400 телецентров России и стран СНГ. В тот же период начинается производство автомобильных приводных радиостанций, предназначенных для привода летательных аппаратов на аэродромах. Заводом выпущены автомобильные радиостанции ПАР — 8СС, ПАР — 10, стационарные — АПР-8, ПАР — 10С. Сегодня большинство аэродромов России оборудовано радиостанциями предприятия. Приводные радиостанции поставляются в ряд зарубежных стран. В 1980 году за достижение высоких результатов в социалистическом соревновании и успешное завершение десятой пятилетки (1976—1980) коллективу предприятия было вручено переходящее Красное Знамя.
В 1981 году ЦК КПСС, Советом Министров СССР, ВЦСПС и ЦК ВЛКСМ за достижение наиболее высоких качественных показателей в выполнении заданий десятого пятилетнего плана Омский телевизионный завод был награждён памятным знаком «За высокую эффективность и качество работы в десятой пятилетки» с занесением на всесоюзную доску почета на ВДНХ СССР.
Выполняя продовольственную программу, с 1982 года заводчане под его руководством превратили бесперспективную деревню Беспалово Саргатского района Омской области в процветающее подсобное хозяйство: новые улицы с кирпичными домами, зерноток, кормоцех, свинарник, реконструированная школа, детский сад, котельная, телевизионный ретранслятор.
Приказом Министерства промышленности средств связи СССР от 28 ноября 1988 года на базе Омского телевизионного завода создано Омское производственное объединение (ОмПО) «Иртыш», в состав которого также вошли: Тарский завод «Кварц», Исилькульский завод «Экран» и Черлакское производство. Генеральным директором ОмПО «Иртыш» был назначен А. И. Фальчевский.
В годы перестройки и последующих реформ, когда значительно уменьшился государственный заказ, объединение, руководимое А. И. Фальчевским, было вынуждено осваивать новые направления: оборудование для пищевой промышленности, изделия для нефтяной и газовой промышленности, а также широкий спектр товаров народного потребления.
С 1996 года — на пенсии, но продолжал работать на родном предприятии в качестве помощника генерального директора объединения.
Жил в Омске. Ушёл из жизни 28 мая 2011 года. Похоронен на Ново-Южном кладбище Омска.
Заслуженный работник промышленности СССР (04.12.1991).
Заслуженный работник Министерства промышленности средств связи СССР. Отличник народного просвещения (1978). Почётный ветеран завода (2002).
Лауреат премии профсоюзов СССР.

## Награды
- орден Ленина;
- орден Октябрьской Революции (08.08.1986);
- орден Трудового Красного Знамени;
- медали СССР и Российской Федерации.